# 池田圭 (映像作家)
池田 圭（いけだ けい、1979年 - ）は、長野県出身の映像作家・脚本家・撮影監督である。

## 概要
映画やショートフィルムなど、映像作品を中心に多くの受賞歴を持つ。現在は、SUPER BEAVER、MY FIRST STORYをはじめとした、アーティストのミュージック・ビデオ製作を中心に活動している。

## 監督作品

### ミュージック・ビデオ
- ARTIFACT OF INSTANT 「不甲斐ない僕らは空を見上げた」
- MY FIRST STORY「FAKE」「Black Rail」「不可逆リプレイス」「虚言NEUROSE」「CHiLD -error-」「Someday」「ALONE」「Missing You」「Last Call」
- ヒステリックパニック「憂＆哀」「ガチ恋ダークネス」
- AK-69「I Don't Give A F**k feat.MACCHO from DVD「THE STORY OF REDSTA -The Red Magic 2011- Chapter 2 」」「It's OK feat.AI from DVD「THE STORY OF REDSTA -The Red Magic 2011- Chapter 2 」」「START IT AGAIN from「THE MOVIE 〜Road to The Independent King〜」」
- SiM「Rosso & Dry」「Same Sky」「Life is Beautiful」
- SHANK「Love and Hate」「Set the fire」
- LACCO TOWER「杏子」「蕾」「非幸福論」
- PASSPO☆「向日葵」「TRACKS」
- SUPER BEAVER「ありがとう(バンドver.)」「ありがとう(ドラマver.)」「愛する」「らしさ」「証明」「ことば」[2]「青い春~10th Anniversary Ver.~」[3]
- JELLYFiSH FLOWER'S「インテリア」「忘れ物とあの子」「ほんとうのこと」「トワイライト」「ブレーメン」「緑」
- girugamesh「gravitation」
- 井上苑子「運命線ビリーバー」
- COUNTRY YARD「Hold On」「I'll Be With You」「Starry Night」
- SWANKY DANK「Listen to the Radio」「Sink Like a Stone feat.Hiro from MY FIRST STORY」「There is No Reasn For Love」「the answer」「music」
- wrong city「Blood libel」「The Everything」「Your Warmth」「Re:play」
- Northern19「TONIGHT, TONIGHT」「MESSAGE」「SOS」
- Another Story「FIVE」
- ircle「バタフライ」「GO」「風の中で君を見たんだ」「テレサ」
- HOTSQUALL「Gift from you」「Laugh at life」「Place in the sun」「RUNNING THROUGH TODAY」
- AIR SWELL「バッドボーイズセレナーデ」
- Crystal Lake「Twisted Fate」「Rollin」「Mercury」「Black And Blue feat. JESSE (RIZE/The BONEZ)」
- KEEP YOUR HANDs OFF MY GIRL「stand by you」
- THE FOREVER YOUNG「君の魔法」「HELLO GOODBYE」
- BACK LIFT「Tender Song」
- My Hair is Bad「優しさの行方」
- Radical Radio「My world lies to me」
- chaqq「Amy」
- Rhythmic Toy World「描いた日々に」「輝きだす」
- FATPROP「Stop The Time」
- WOMCADOLE「ドア」
- LUCCI 「FROG」
- T.M.Revolution「Inherit the Force -インヘリット･ザ･フォース-」
- 欅坂46「手を繋いで帰ろうか」
- MOTHBALL「SAKURA」
- yonige「アボカド」
- FIVE NEW OLD「Hole」
- 放課後プリンセス「青春マーメイド」
- 吉澤嘉代子「ものがたりは今日はじまるの feat.サンボマスター」
- ハルカトミユキ「シアノタイプ」
- KOTORI「19歳」[4]
- ORANGE POST REASON「風しるべ」
- THE ORAL CIGARETTES「5150」「Shala La」「ONE'S AGAIN」「BLACK MEMORY」
- PassCode「MISS UNLIMITED」「bite the bullet」
- KNOCK OUT MONKEY「Do it」
- a flood of circle「New Tribe」
- Haru.Robinson「Identity - YOUSTAGRAM Ver. 」
- KANA-BOON「Fighter」
- NAMBA69「LOOK UP IN THE SKY」
- 藤巻亮太「北極星」
- 鬼束ちひろ「ヒナギク」
- NMB48「ピンク色の世界」

### 映画
- 「眩しくて見えなかったから長い瞬きを繰り返した」

### ショートムービー
- 欅坂46「世界には愛しかない」TypeB収録「小池美波」 「46秒で恋をして」

### DVD
- MY FIRST STORY 「ITSUWARI NEUROSE TOUR FINAL at SHINKIBA STUDIO COAST」